# Brizoides nigricornis
Brizoides nigricornis är en insektsart som beskrevs av Ludwig Redtenbacher 1906. Brizoides nigricornis ingår i släktet Brizoides och familjen Pseudophasmatidae. Inga underarter finns listade.